# كأس ديفيز 1969
كأس ديفيز 1969 هو الموسم 58 من  كأس ديفيز. فاز فيه منتخب الولايات المتحدة لكأس ديفيز.